# Басарабі (Сучава)
Басарабі (рум. Basarabi) — село у повіті Сучава в Румунії. Входить до складу комуни Преутешть.
Село розташоване на відстані 336 км на північ від Бухареста, 25 км на південний схід від Сучави, 92 км на захід від Ясс.

## Населення
За даними перепису населення 2002 року у селі проживали 1704 особи, усі — румуни. Усі жителі села рідною мовою назвали румунську.